# Gamalost
Gamalost é uma variedade de queijo azul de textura firme oriundo do oeste da Noruega. O nome significa, em norueguês, queijo velho.
É feito com leite de vaca coalhado através de um processo ainda rudimentar, levando em torno de cinco semanas. O sabor e o cheiro são descritos como fortes e levemente azedados. O gamalost pode ser mantido estocado por muito tempo e não requer refrigeração. É um queijo rico em proteínas, possuindo apenas 5% de gordura.